# 集産主義的無政府主義
集産主義的無政府主義（英：collectivist anarchism）、または無政府集産主義あるいはアナルコ・コレクティビズム（英：anarcho-collectivism）は、集産主義的な無政府主義の総称であり、国家と生産手段の私的所有の廃止を主張する革命的ドクトリンである。そして生産手段を集約し、生産者（経営者および労働者）自身によって管理運営を行う事を想定する。

## 概要
生産手段の集産主義は当初、労働者の反感や強制を予想した。生産手段の集約が開始されると、民主的な組織の中で彼らの生産に貢献した時間の合計をベースとした賃金は減少した。彼らの賃金は市場で商品を購入するために使われた。 この対比を無政府共産主義は、賃金を廃止し、個人は商品の倉庫から彼らが「それぞれの必要に応じて」自由に得られるべきと主張した。ミハイル・バクーニンの「集産主義的無政府主義」は、その題名にもかかわらず、個人主義と集産主義の混合であった。
集産主義的無政府主義は、ミハイル・バクーニンや、第一インターナショナルの「反権威主義（反専制主義）」各派や、スペインの初期の無政府主義運動などが、広く知られている。

## 参照
1. 1 2  Patsouras, Louis. 2005. Marx in Context. iUniverse. p. 54
2. ↑  Bakunin Mikail. Bakunin on Anarchism. Black Rose Books. 1980. p. 369
3. ↑  Morriss, Brian. Bakukunin: The Philosophy of Freedom. Black Rose Books Ltd., 1993. p. 115